# Сахар-кандис
Кандированный (леденцовый) сахар — продукт кристаллизации сахара, который используют для производства леденцов. Бывает самых разных форм и расцветок.
Для получения кандиса перенасыщенный сахаропаточный сироп уваривают до лёгкой пробы на волос и в горячем виде оставляют кристаллизоваться на натянутых в сосудах нитях, при температуре 50—60 °C. Через 8—10 дней на нитях получаются крупные кристаллы сахара-кандис. Сироп сливают, кристаллы обмывают известковой водой и обсушивают.
В странах Западной Европы леденцовый сахар достаточно популярен как в качестве заменителя кускового сахара, так и в качестве самостоятельной сладости. Пользуется спросом и сахар-кандис, кристаллизированный на палочке на манер леденца, и употребляемый в пищу таким же образом.
В странах Средней Азии, в Азербайджане и на Ближнем Востоке местная разновидность сахара-кандиса, которая готовится с добавлением виноградного сока, называется наватом.

## Галерея

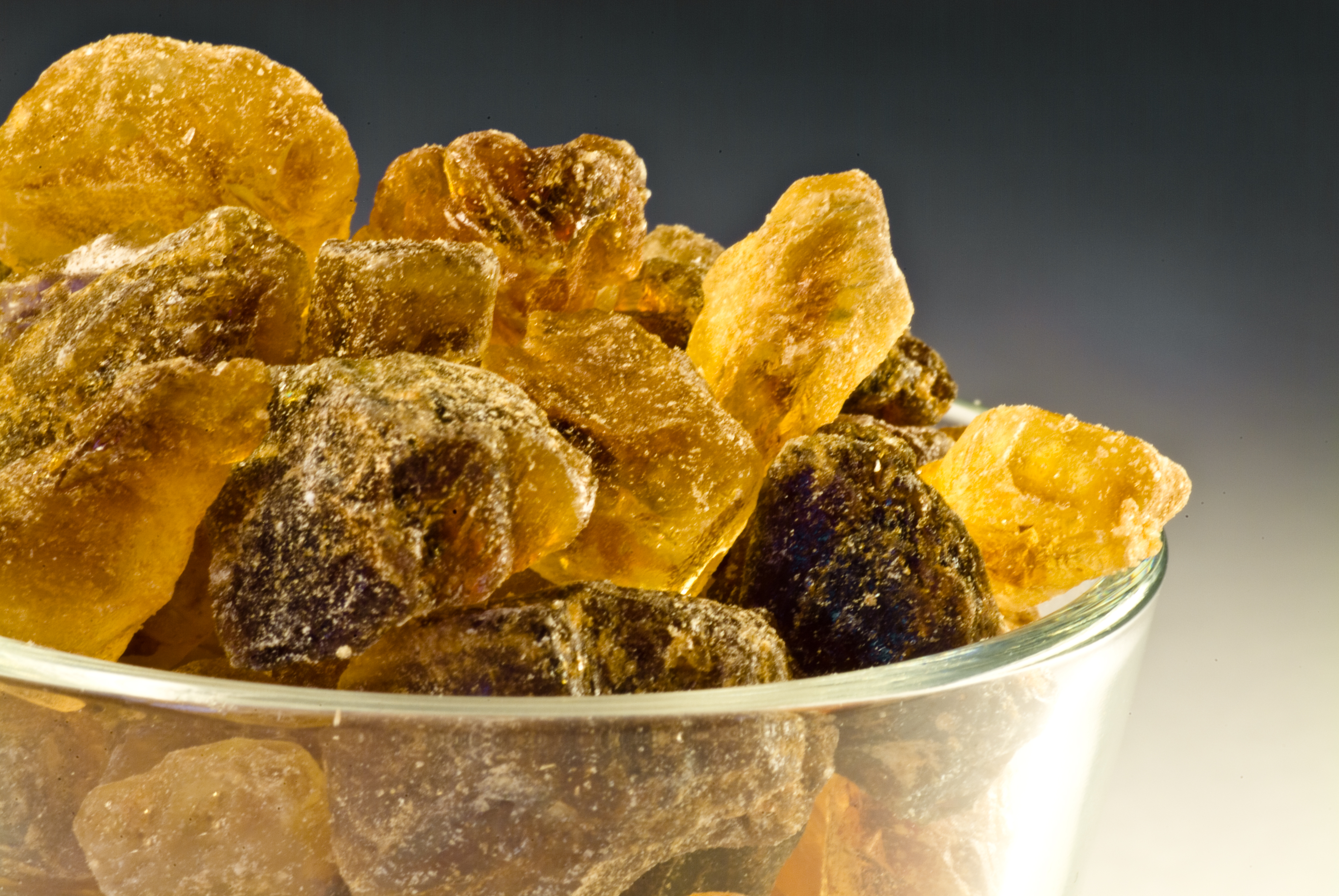
Кандированный тростниковый сахар
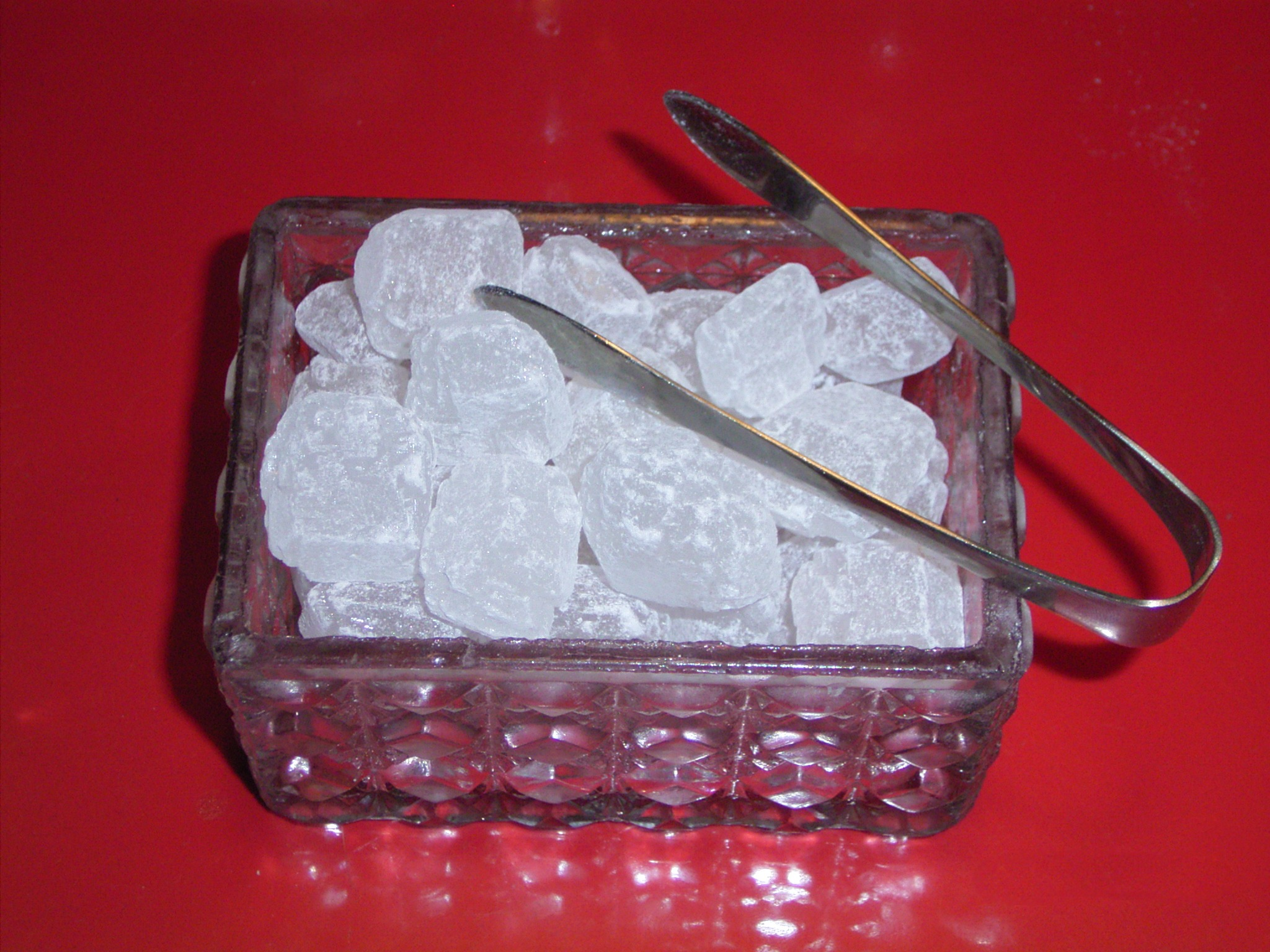
Сахар из Восточной Фризии
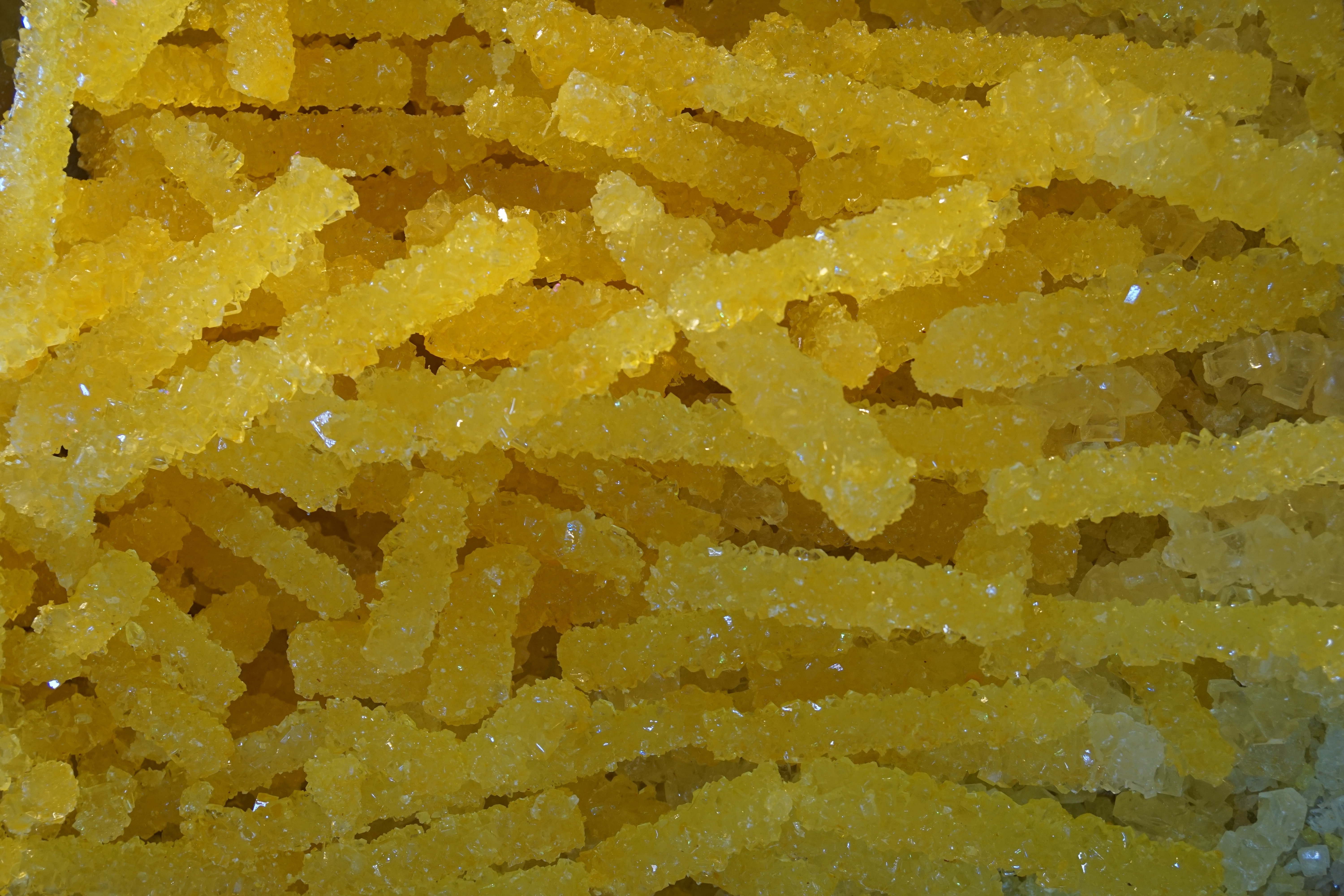
Леденцовый сахар в Иране
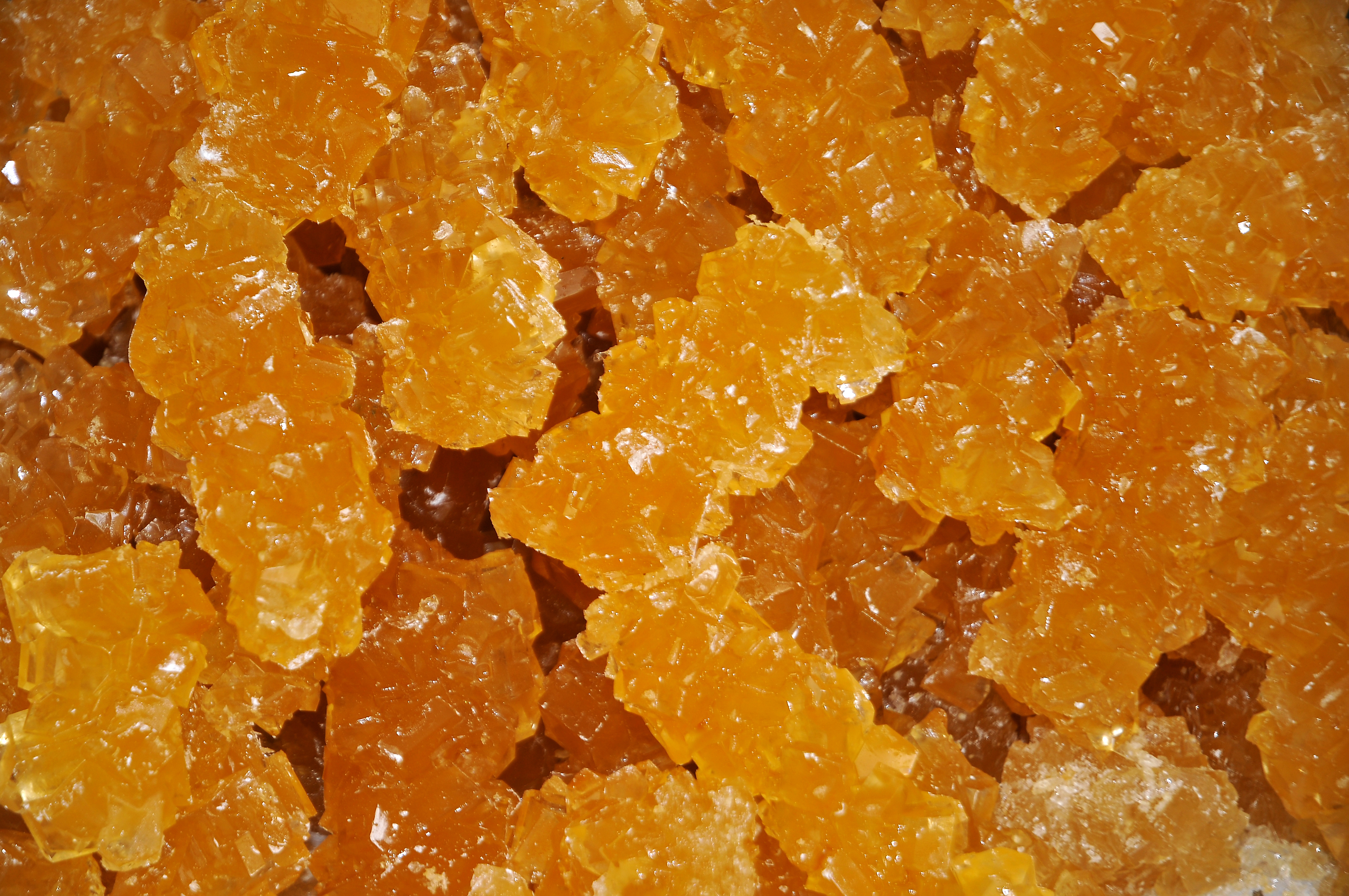
Самаркандский леденцовый сахар
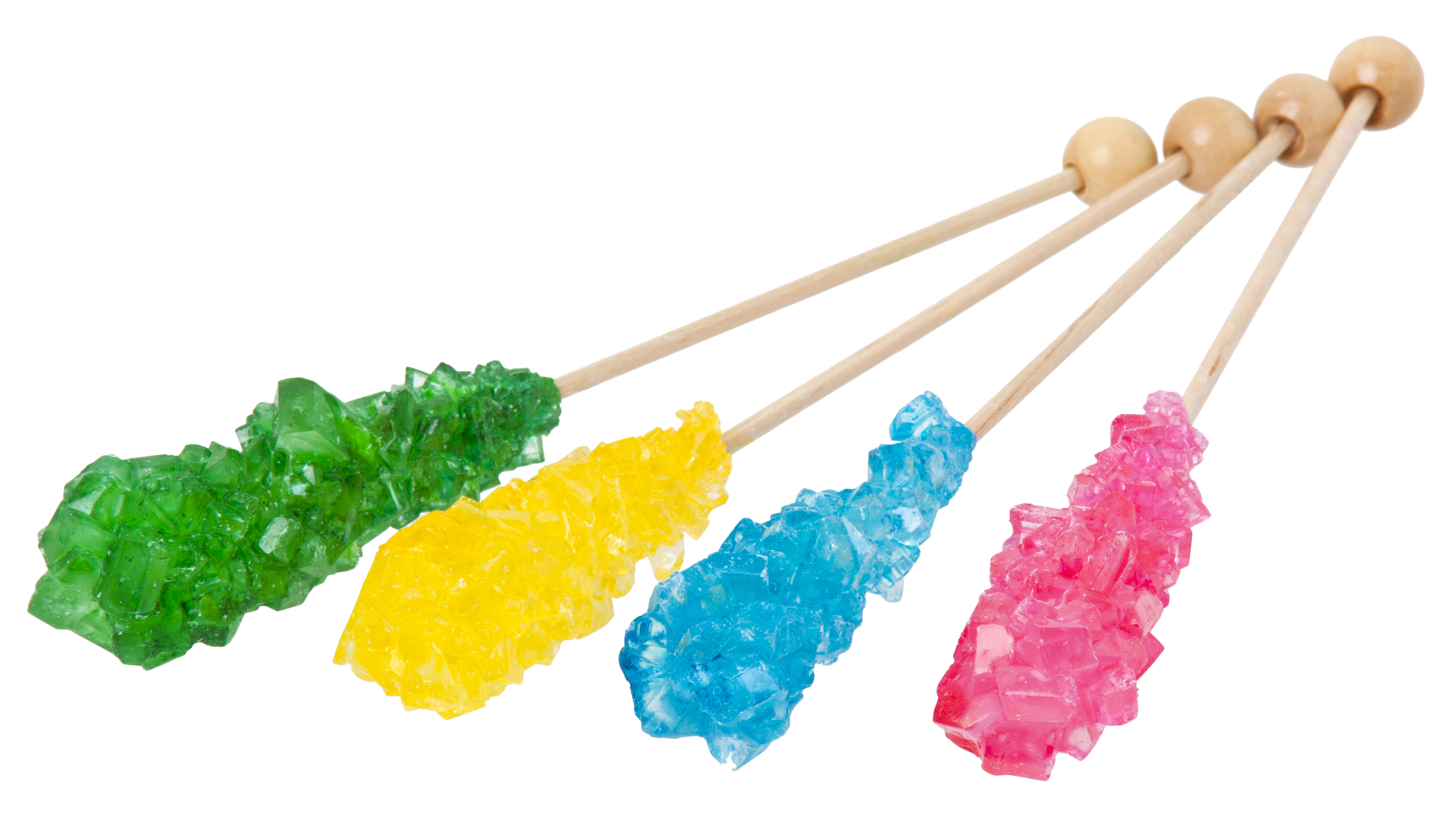
Цветные и ароматизированные леденцы, продаваемые в США
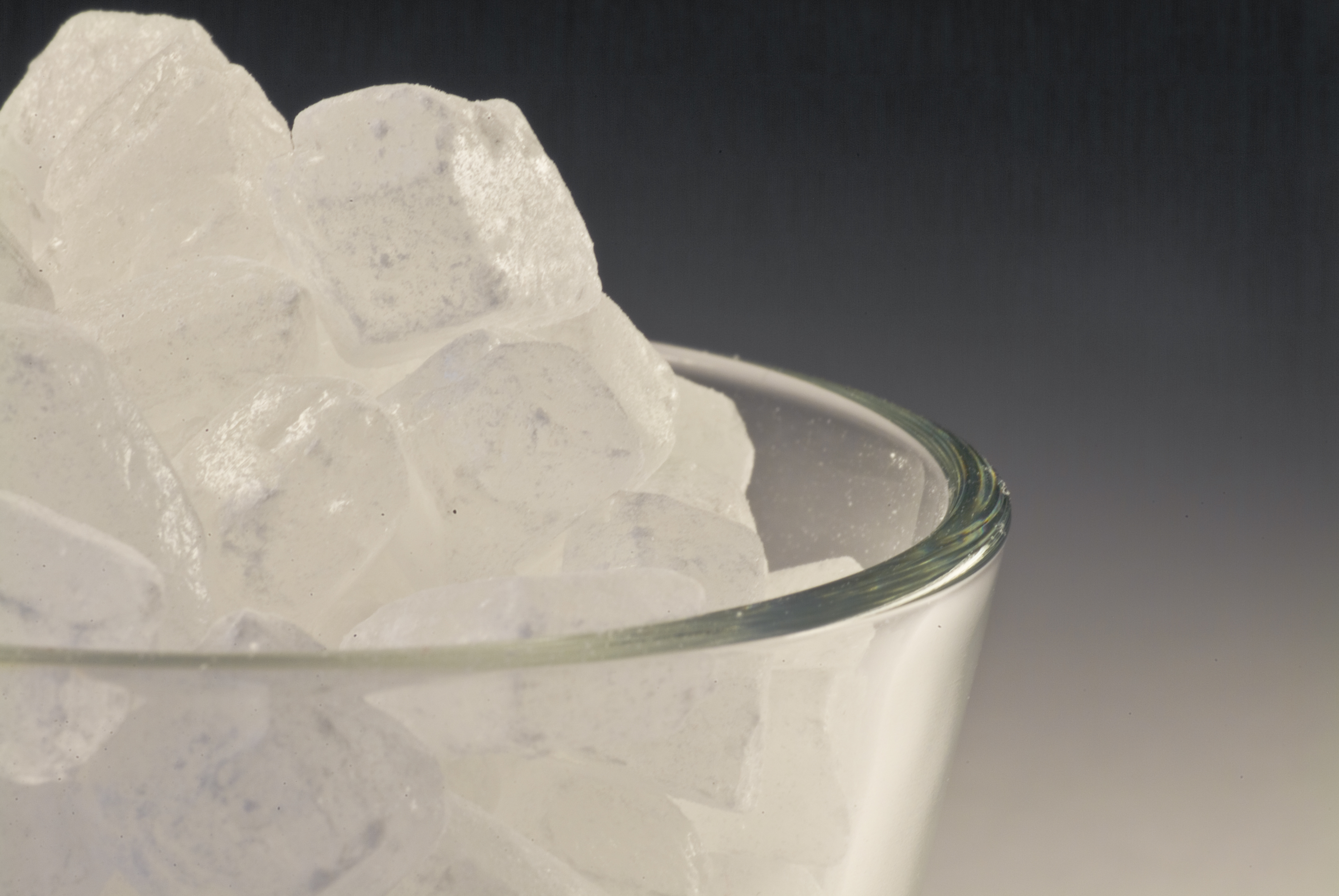
Белый кандированный сахар
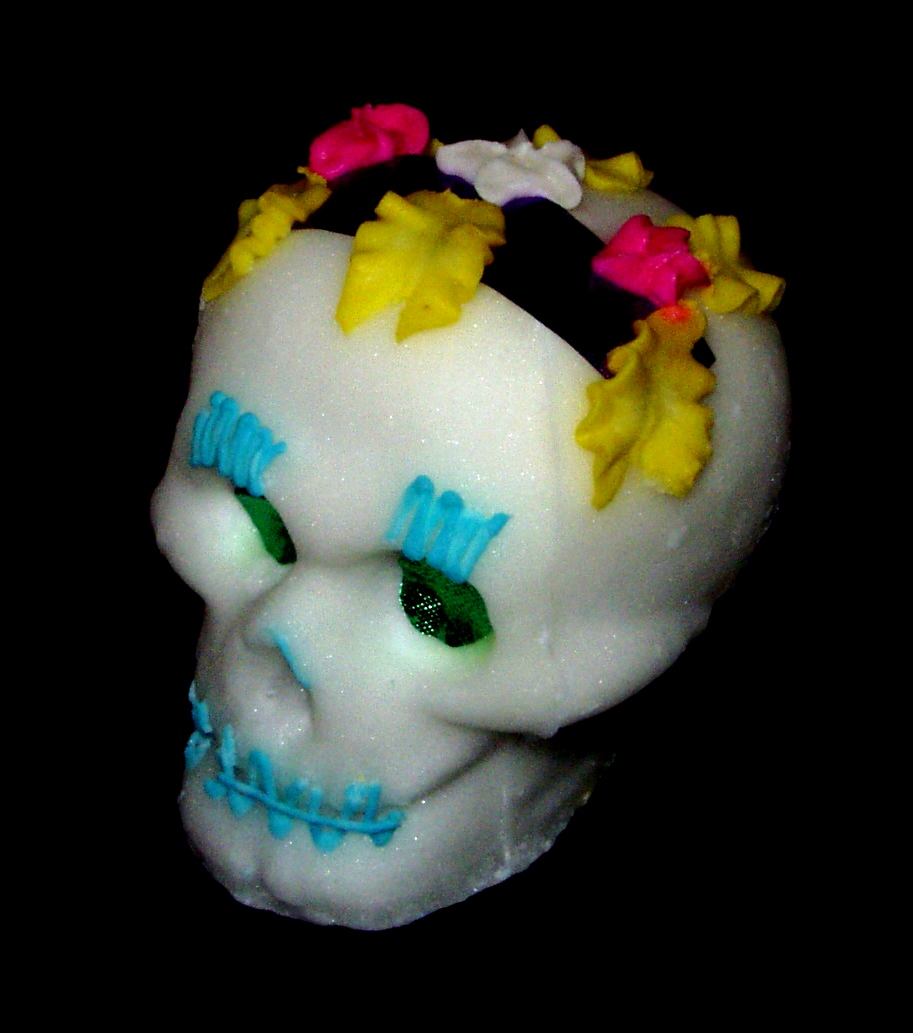
Леденцовый череп из сахара, распространённый подарок и украшение ко Дню мёртвых в Мексике.
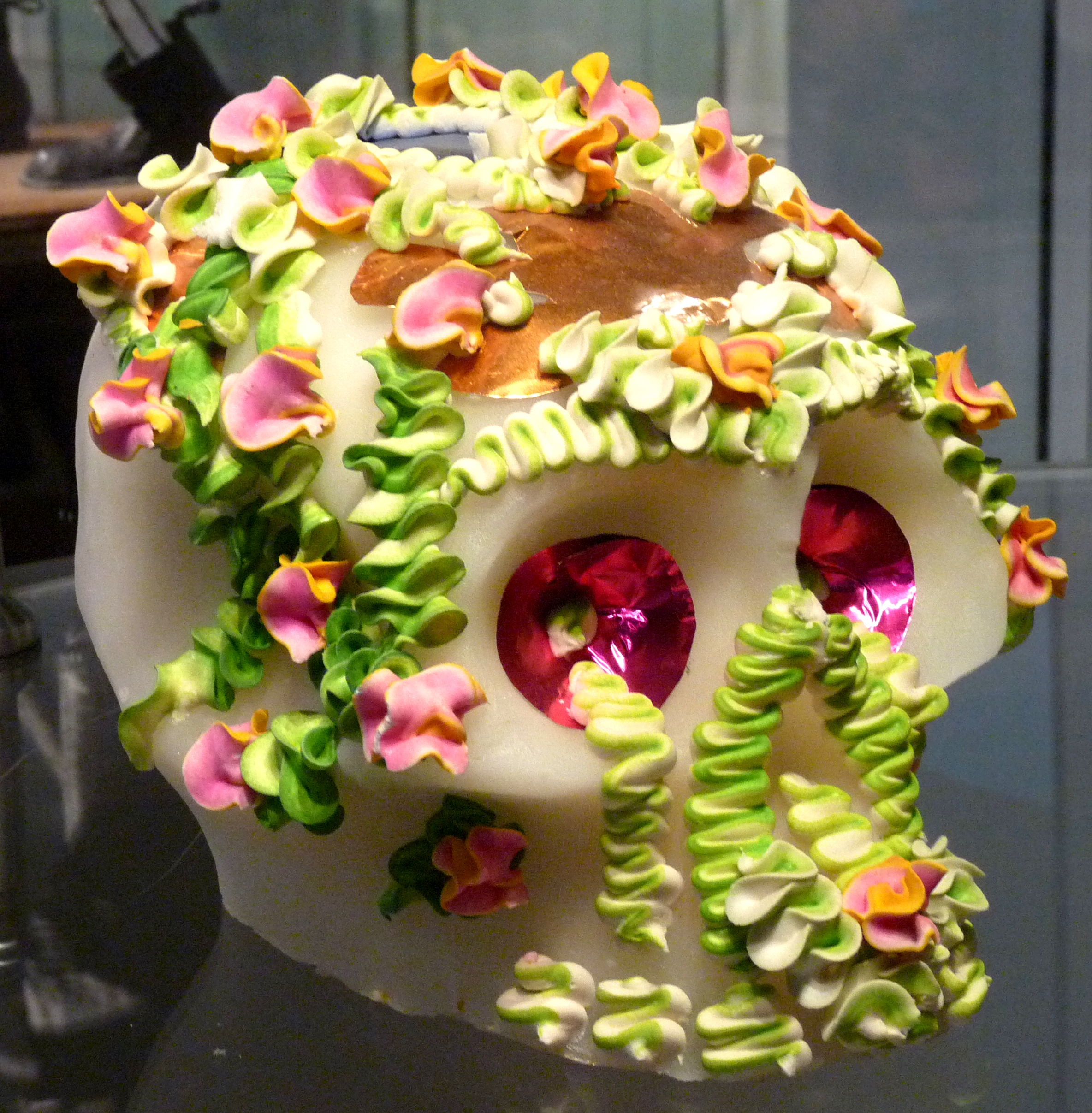
Сахарный череп (Музей народного искусства Мехико)
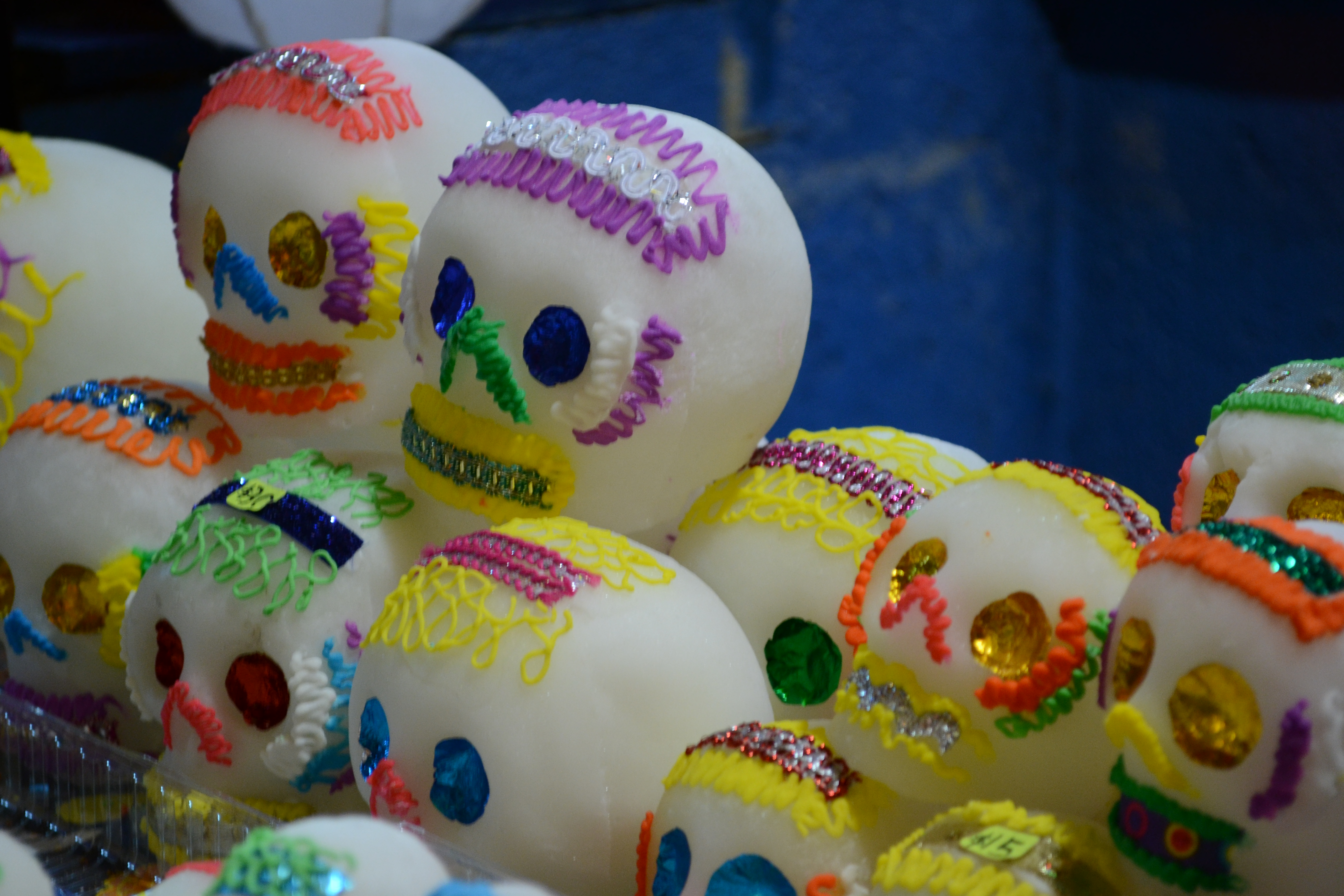
Сахарные черепа. Рынок в центре города Оахака.
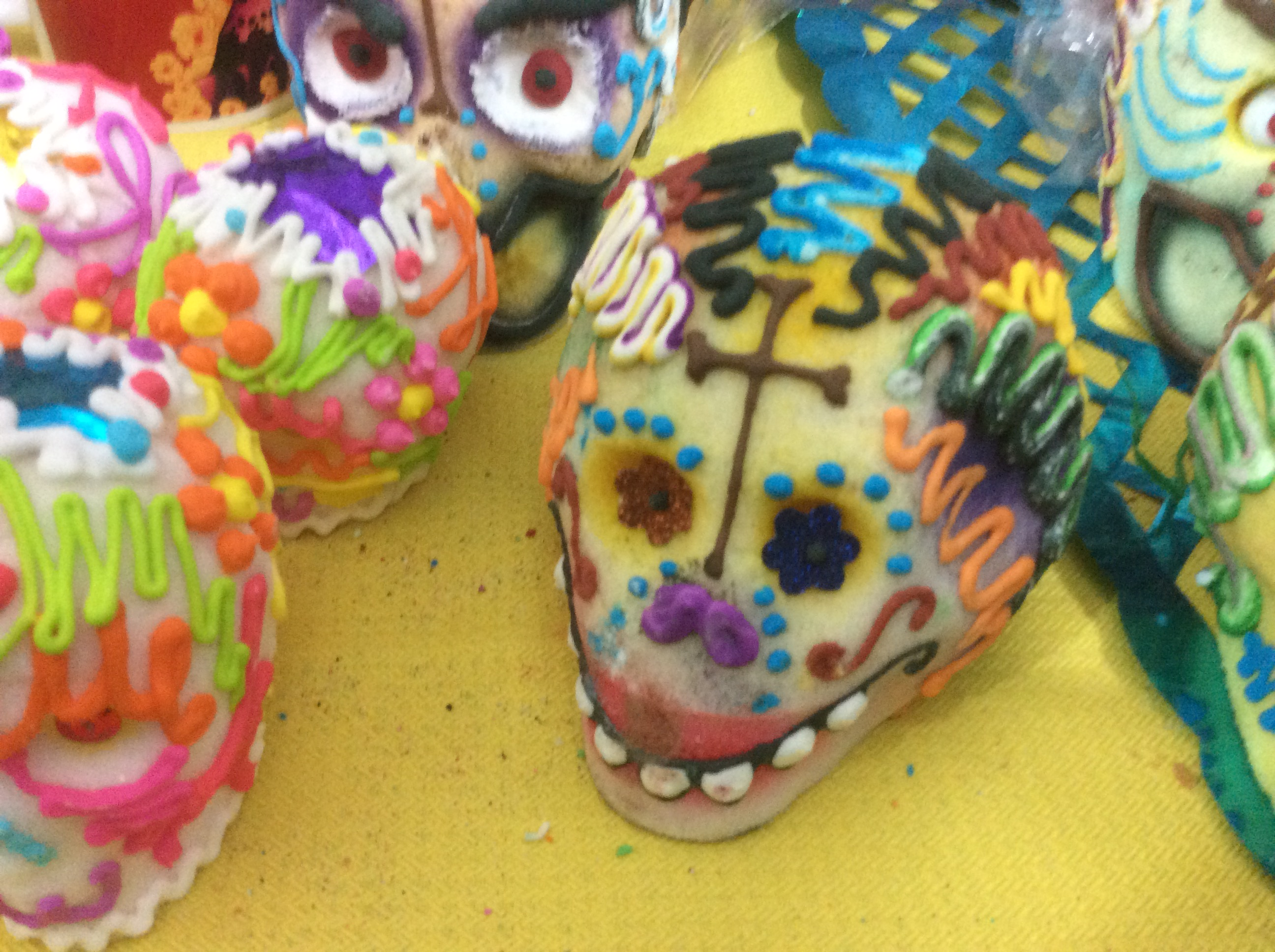
Сахарный череп, украшенный ко Дню мертвых в Койоакане, Мексика
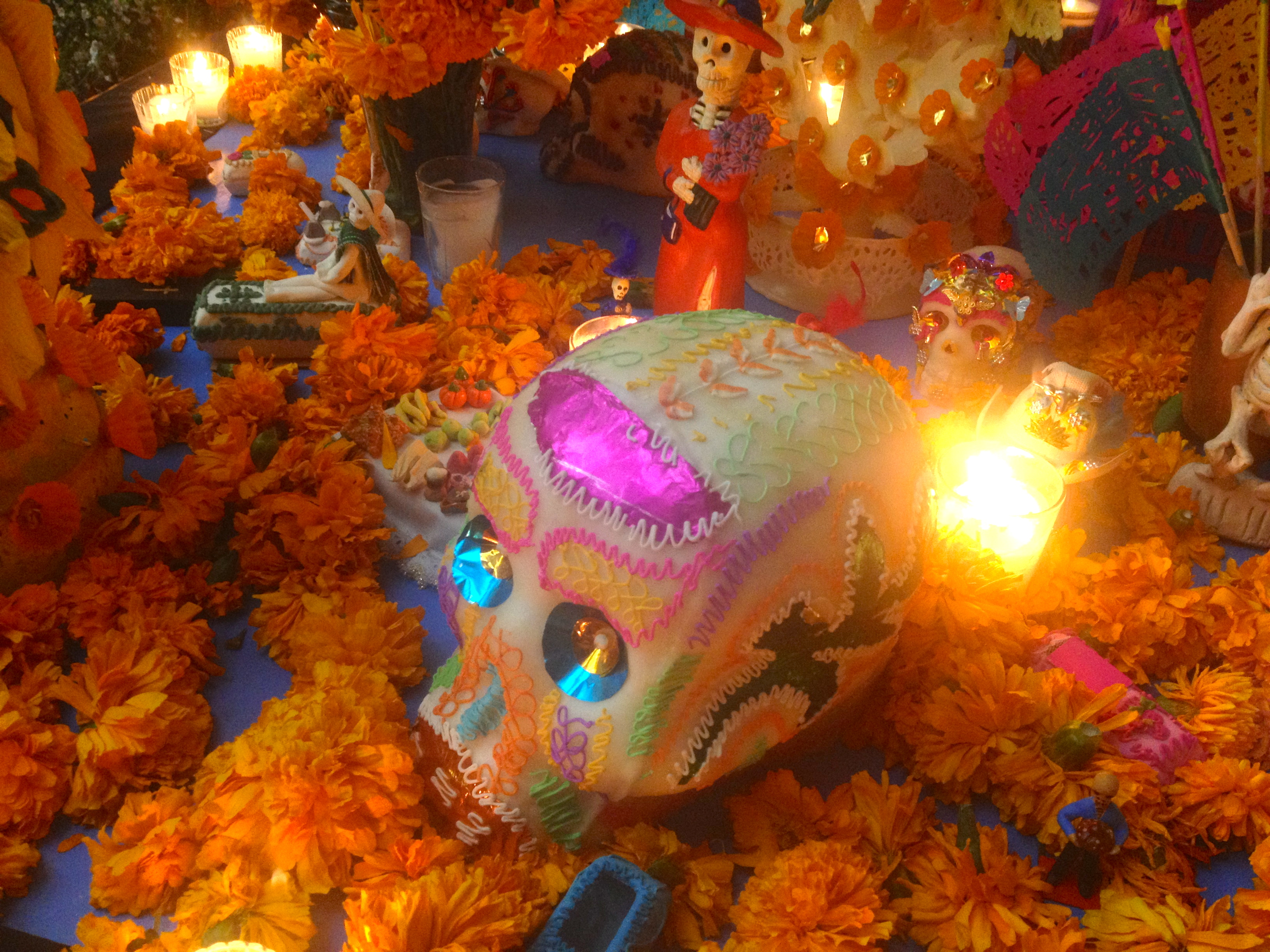
В ресторане Клуб Алеман де Мехико